# Rosa på bal
Rosa på bal, med inledningsorden ”Tänk att jag dansar med Andersson, lilla jag, lilla jag, med Fritiof Andersson!” är en visa av Evert Taube som publicerades 1942 i Sjösalaboken. Taube sjöng dock in den på grammofon redan 1940, då med titeln ”Fritiof och lilla jag”.
I Sjösalaboken är det Taubes alter ego Rönnerdahl som är huvudperson, men just i Rosa på bal, som ingår i avdelningen ”Stockholmsnöjen”, är det Fritiof Andersson som spelar huvudrollen och det är också sista gången han uppträder i Taubes diktning. Första gången han förekom var i Taubes debutsamling 1919 Sju sjömansvisor och Byssan Lull i sången Fritiof Andersson (”En sjöman ifrån Sverige han for sig till fjärran land på skeppet Ann-Charlott från Hellvikstrand.”) Genom åren har Andersson blivit allt mer belevad och förfinad och rör sig obehindrat även i högre samhällsklasser och i denna den sista sången har han även uppnått en viss berömmelse. Fröken Rosa är mycket imponerad över bekantskapen och Fritiof Andersson lovar att skriva en visa om henne: "Medan vi tala på prosa, diktar jag rimmade ord."